# Formel E 2015/2016
Formel E 2015/2016 var den andra säsongen av formelbilsmästerskapet Formel E. Den första tävlingen kördes i Peking den 24 oktober 2015 och den sista i London den 3 juli 2016. Sébastien Buemi vann förarmästerskapet och Renault E.DAMS vann teammästerskapet.

## Resultat
|    | ePrix                | Pole position     | Snabbaste varv    | Vinnande förare   | Vinnande team             |
| -- | -------------------- | ----------------- | ----------------- | ----------------- | ------------------------- |
| 1  | Beijing ePrix        | Sébastien Buemi   | Sébastien Buemi   | Sébastien Buemi   | E.DAMS Renault            |
| 2  | Putrajaya ePrix      | Sébastien Buemi   | Sébastien Buemi   | Lucas di Grassi   | ABT Schaeffler Audi Sport |
| 3  | Punta del Este ePrix | Jérôme d'Ambrosio | Sébastien Buemi   | Sébastien Buemi   | E.DAMS Renault            |
| 4  | Buenos Aires ePrix   | Sam Bird          | Jérôme d'Ambrosio | Sam Bird          | Virgin Racing             |
| 5  | Mexico City ePrix    | Jérôme d'Ambrosio | Nicolas Prost     | Jérôme d'Ambrosio | Dragon Racing             |
| 6  | Long Beach ePrix     | Sam Bird          | Sébastien Buemi   | Lucas di Grassi   | ABT Schaeffler Audi Sport |
| 7  | Paris ePrix          | Sam Bird          | Nick Heidfeld     | Lucas di Grassi   | Virgin Racing             |
| 8  | Berlin ePrix         | Jean-Éric Vergne  | Bruno Senna       | Sébastien Buemi   | e.dams Renault            |
| 9  | London ePrix         | Nicolas Prost     | Nelson Piquet Jr. | Nicolas Prost     | e.dams Renault            |
| 10 | London ePrix         | Sébastien Buemi   | Sébastien Buemi   | Nicolas Prost     | e.dams Renault            |